# 事前面接
事前面接（じぜんめんせつ）、事前面談（じぜんめんだん）、職場見学（しょくばけんがく）、職場訪問（しょくばほうもん）とは、日本において、労働者派遣法と職業安定法で禁止している特定目的行為である。

## 概要
派遣労働者を派遣先に派遣する行為は、派遣元による労働者の配置にほかならない。したがって、その派遣先に誰を派遣するかを決定するのは雇用関係のある派遣元である。派遣先が労働者の配置に関与しうる事前面接（顔合わせ、職場訪問、説明会）や、履歴書・スキルシートなどを用いた派遣労働者の特定は禁止されている。

## 日本の法律上の取扱い

### 職業安定法と労働者派遣法との関係
派遣先が派遣労働者を特定をするという場合には、派遣先と派遣労働者の間に雇用関係が成立する、または雇用契約の成否を左右し雇用者としての地位に関与するものとし、労働者供給事業に該当（職業安定法第44条の労働者供給事業の禁止規定違反）する可能性がある。
労働者派遣法では事前面接の禁止を努力義務としているものの、職業安定法では労働者供給事業に該当し刑事罰が科せられる可能性があることから、労働者派遣法の罰則が軽すぎるとの指摘もなされている。
また派遣労働者の就業機会が不当に狭められる恐れがあることから、事前面接等の特定目的行為を禁止している事由の一つとして提示されている。
派遣先が派遣労働者の配置に関与した場合は二重の雇用関係につながり、職業安定法で禁止された労働者供給事業となる。取締法規である職業安定法を所管する厚生労働省は派遣労働者の配置への関与のみならず、派遣労働者の特定を目的とする行為をしたとする条件のみで二重の雇用関係（派遣先との雇用関係成立）となる蓋然性があるとしており、事前面接、履歴書・スキルシート配布の行為そのものが労働者供給事業違反罪を構成することになる。
派遣労働者の特定により、派遣先が労働者の配置に関与することになると、労働者派遣契約ではなく労働者供給事業にあたる（労働者派遣法第2条1項）ため派遣会社による労賃のマージン（ピンはね）取りは中間搾取にあたる。このため職安法第44条の趣旨である中間搾取や強制労働等の前近代的な雇用形態の民主化に抵触し職業安定法44条の構成要件を満たす。

#### 登録型派遣と常用型派遣の区別
登録型派遣（一般派遣）では、非正規社員として就業が決まった後に雇用が決まるため、派遣先による労働者の事前特定により雇用関係があるとの解釈が成立する。しかし常用型派遣（特定派遣）では正規社員として就労するため、事前面接の時点で既に雇用関係があるので労働者供給事業にならないとの説が一部の学者より提示されている。この説に対し厚生労働省は見解を出していないが、派遣元・派遣先両方での雇用関係が認められた場合は、労働者供給事業にあたるとしており、常用型派遣（特定派遣）に例外的な免責を与えておらず、登録型派遣、常用型派遣の両方において、広く事前面接などの特定目的行為を禁止している。
特定目的行為により派遣先と派遣元の両方に雇用関係が生じる蓋然性が高い場合は常用型、登録型に依拠せず、労働者供給事業に該当することになる(下図参照)。
|          | 元        | 先       |                                                                                             |
| -------- | --------- | -------- | ------------------------------------------------------------------------------------------- |
| 供給事業 | 支配      | 指揮命令 | × 元と労働者の間に雇用関係がない→供給事業                                                   |
| 供給事業 | 支配      | 雇用     | × 元と雇用関係がない／先と雇用関係がある→供給事業                                           |
| 供給事業 | 雇用      | 雇用     | × 元・先両方に雇用関係がある→供給事業                                                       |
| 供給事業 | 雇用/指揮 | 指揮命令 | 労働者派遣を受けた労働者をさらに第三者の指揮命令のもとに労働させる形態（二重派遣）→供給事業 |
| 派遣事業 | 雇用      | 指揮命令 | 許可・届出が必要                                                                            |

常用型派遣と登録型派遣の違いは事前面接・特定目的行為時の、派遣元と派遣労働者の雇用関係にある。しかし事前面接の時点で違法状態とはならなくとも、就業時に派遣先と雇用関係が生じた時点で、派遣元、派遣先の両方で雇用関係の成立が認められるので職業安定法第44条に違反することになる。（下図参照）
|                        | 採用・選考                 | 元   | 先                         |                                                      |
| ---------------------- | -------------------------- | ---- | -------------------------- | ---------------------------------------------------- |
| 登録型派遣（一般派遣） | 事前面接・特定目的行為時点 | なし | なし                       |                                                      |
| 登録型派遣（一般派遣） | 選考後・内定通知時点       | なし | みなし雇用関係（採用内定） | × 元と雇用関係がない／先と雇用関係がある→供給事業    |
| 登録型派遣 (一般派遣） | 採用時点                   | 雇用 | 雇用                       | ×（元・先両方に雇用関係がある→職業安定法第44条違反） |
| 常用型派遣（特定派遣） | 事前面接・特定目的行為時点 | 雇用 | なし                       |                                                      |
| 常用型派遣（特定派遣） | 採用時点                   | 雇用 | 雇用                       | ×（元・先両方に雇用関係がある→職業安定法第44条違反） |

登録型、常用型派遣の各契約の特性に応じて、事前面接などの特定目的行為が労働者供給事業にあたるかの具体的な基準はなく諸説ある。

#### 派遣労働者自らの判断による事業者訪問
派遣労働者が自らの判断の下に、就業を行う事業所として妥当であるかを判断するために、事業者訪問（職場見学、職場訪問、顔合わせ）などを行うことは、特定目的行為ではないとの要領を厚生労働省は通達している。
しかし派遣労働者の希望による訪問であったとしても、派遣労働者の特定を目的とする行為は禁じられているとする。したがって以下の行為を事業者訪問時に行うことは、派遣労働者の意思に関係なく特定を目的とする行為となる。
1. 派遣労働者から事前に自発的な要請がない履歴書、経歴書、スキルシート、スキルリストの配布
2. 派遣先への事業者訪問、履歴書等を派遣先に提供する行為について、派遣元または派遣先から派遣労働者または派遣労働者になろうとするものに同意確認を求めること
3. 派遣労働者が自ら編集した履歴書等に、派遣元が加工・処理を施し、それらを派遣先に配布または提出すること
4. 派遣労働者または派遣労働者になろうとするものに自ら経歴を話すように促すこと
5. 派遣先からの職務経験についての質問
6. 派遣先からのスキルについての質問、スキルチェック
7. 派遣先部門責任者または派遣先採用・業務担当者の同席（派遣先が年齢、性別の確認をする蓋然性がある）
8. 偽計を用いて事前面接等の行為が特定目的にあたらないと騙し、または無知につけこみ、派遣労働者に訪問や履歴書提出を希望するように誘導すること

上述の行為は派遣先が労働者配置に関与する蓋然性があるため、職業安定法44条に違反する恐れがある。
工場見学、会社見学等の一般公開されているものを含めて、厚生労働省は事業者訪問を許可しているのであり、派遣労働者から事前に要請のない履歴書提出や、雇用関係に混乱をもたらす配属先の上長と顔を合わせることが認められているわけではない。派遣先企業においては事業者訪問の応接は広報部門担当者などが行うなどの対策を整備して、特定目的行為とならないように対処する法的責任がある。
また派遣労働者が自らの意思で履歴書やスキルリストなどを提供することについても労働者供給事業となる蓋然性を排除できておらず、派遣先と派遣元には派遣労働者の意思に関係なく、これらの行為を求めないように留意する責任があるとしている。このため派遣元、派遣先企業が派遣労働者に対して履歴書等を提出してよいかなどの同意確認を求めて、履歴書等が派遣先に送られた後に派遣契約が成立した場合は、例え派遣労働者の判断の下による履歴書の提出であっても特定目的行為を構成し、派遣先が労働者の配置に関与するため労働者供給事業に該当すると解釈できる。
労働者供給事業に当たる蓋然性が高い、恐れがあるということについて、現行条文が「特定とすることを目的とする行為」と幅広い解釈の余地があることから、特定を目的とする一切の行為が職業安定法第44条に違反する可能性がある。自らの判断の下にという主観的要件を例外として運用する場合は、現行法との解釈上の問題が発生しうることから、例外も含めて禁止するか、法律を改定すべきなど、諸説議論が存在する。

### 厚生労働省の見解
厚生労働省は特定目的行為について、
としている。法律上は「特定を目的とする行為」としており、解釈として幅広く網をかけている。さらに、
としており、事前面接などの行為によって職業安定法第44条の労働者供給事業に該当する可能性を示唆している。
派遣労働者が自らの判断の下に、就業を行う事業所として妥当であるかを判断するために、事業者訪問などを行うことについては、
とし、たとえ自らの判断であっても派遣労働者の特定目的行為は禁止されており、事業者においても注意義務があることを確認している。
紹介予定派遣については事前面接が例外として認められているが、
とし、事前面接のできる紹介予定派遣を実施するに際して労働者に対して、紹介予定派遣であることを明示し雇用する場合に予定される雇用契約の期間を定めることを義務付けている。

### 労働政策審議会 職業安定分科会 労働力需給制度部会の見解
労働力需給制度部会は、厚生労働省職業安定局派遣・有期労働対策部長が学識経験者の参集を求めて開催するとしており、「今後の労働者派遣制度の在り方について」との議題で派遣制度の在り方を議論し、政策の提起などを行ってきた。
労働者派遣法が成立した前提である特定目的行為の禁止や派遣対象業種規制を学識経験者が積極的に緩和や例外規則をつくるように政策提起しており、派遣等の組合・ユニオンなどからは委員の中に派遣労働者を代表するものがいないのでバランスを欠くとの批判がある。
研究会では無期雇用されている労働者については、規制対象の除外を検討課題にあげ、
として今後の法改正についての議論をしている。
研究会の委員（公益委員）は以下のとおり、
- 阿部 正浩[7]
- 奥田 香子[8]
- 小野 晶子[9]
- ◎鎌田 耕一[10]
- 木村 琢磨[11]
- 竹内（奥野） 寿[12]
- 山川 隆一[13]

であり、座長の鎌田 耕一（東洋大学法学部）教授と山川 隆一（東京大学大学院法学政治学研究科）教授は事前面接の賛成を繰り返し主張しており、既存の法的枠組みでも事前面接等を可能とするために厚生労働省に対して法解釈の変更を迫るなど、主に派遣業者の立場から主張をおこなっているとされる。会には派遣事業者の役員などがオブザーバーとして多数出席したり、研究会後にオブザーバーなどから委員に対してロビー活動を排除していないことから、そうした環境で派遣事業者にとって不都合な事前面接の規制強化などを議論するのは難しいのではないかとも指摘されている。
過去にいた研究会の委員の中には、事前面接を不要とする委員もおり、有田 謙司（専修大学法学部）教授は、
とし、派遣労働者への情報提供は派遣元に責任があると認められるので、事前面接の必要性を否定している。
派遣事業者からの要望を色濃く反映した研究会の案に対し、自由法曹団（弁護士団体）は「労働政策審議会労働力需給制度部会の報告書骨子案（公益委員案）に反対する声明」 で、
としており、職安法44条に抵触する常用型派遣労働者の事前面接の解禁を盛り込んだ公益委員案（座長　鎌田 耕一）に反対している。

## 特定目的行為についての財界の見解
事前面接の他にスキルシートなどを用いた労働者の特定も禁止されていることを経団連は問題視しており、
とし、労働者派遣法の枠組みを変えて派遣労働者の雇用をより円滑にできるように政府に求めている。

## 日本における問題点

### 犯罪の要因としての問題
派遣労働者の特定により、派遣先が雇用に関与することになると、常用労働者と同様な採用活動が可能になる。短期間で契約解除が可能となり労働者の配置も可能となると、解雇規制で守られている常用労働者の代替につながるため、現在正社員である常用労働者の職業の不安定化および、正社員を目指す非正規労働者の雇用形態の固定化につながることになる。また数ヶ月単位の契約更新が多数を占めるなか、契約の解除をおそれるあまり不当な指揮・命令に従属させられることがあり意思に反した強制労働が行われることがあるとされる。違法な派遣は労働者供給事業となるため、事前面接を通じた派遣は、派遣会社による中間搾取と法的に解釈される。このような労働者としての基本的人権が危うい状況下において、派遣社員の公序良俗への意識や犯罪への抵抗感が低下している。
秋葉原通り魔事件やマツダ本社工場連続殺傷事件の加害者は派遣社員であったことや、派遣の仕事がなくなってコンビニ強盗、タクシー強盗、スーパーマーケットでの万引きに手を出す事件が報じられ、「ハイリスク・ローリターンで、経済的に追いつめられた者による場当たり的犯行が目立つ」ようになった。派遣社員が置かれている経済的基盤が貧弱なことによる犯罪発生という観点から報じられている。

### 行政・司法への不信による社会問題化
事前面接等の違法行為の被害者として憲法において保全されるはずの権利である給料が中間搾取され、労働契約も不安定なものとなり、派遣社員のなかでは法治国家への不信が増大しているとの議論が存在する。
一般に犯罪被害者の中でも、詐欺罪については警察や検察の刑事告訴・告発の受理率が低いことが問題とされるが、政情・社会不安とはなりえていない。詐欺の犯罪被害者が60歳以上の高齢者が多数をしめることがその要因とされる。しかし過去・現在に事前面接下の派遣による中間搾取の損害を受けた被害者は数百万人にのぼり、憲政史上、類をみない数の中間搾取による犯罪被害者が創出され、それらの犯罪行為が放置されたことになる。犯罪被害者も20～40歳程度の若年・中年層が過半数を占めており、人口構成上、公共の治安への影響力はきわめて強いといえる。被害者のなかで行政（厚生労働省・労働局・労働基準監督署）および司法作用（検察庁、司法警察職員）に対しての不信や怒りが高まれば、大きな社会不安をおこす可能性はある。
詐欺罪と大きく異なる点としては、事前面接下の違法派遣（すなわち労働者供給事業と中間搾取）の立証が容易である点も上げられる。事前面接は違反行為が単純かつ、該当する範囲が広範であり、告訴・告発で必要な証拠収集が問題とはなりえない。行政や司法（作用）が事前面接の立証成否の可能性を考慮して告訴・告発を受理しないとすれば怠慢であり、法律に反して行政・司法（作用）の運用がなされているといえる。数百万の若年層の派遣社員が行政（厚生労働省、労働局、労働基準監督署）や司法作用（検察庁、司法警察職員）が、違法な労働者派遣を使った搾取を容認・奨励して基本的人権を脅かしており、むしろ中間搾取や強制労働、または暴力以外の犯罪行為一般が認められていると解釈することになれば、法秩序は大きく損なわれることになる。

## 違法派遣の事例
事前面接を理由とする労働者の2重雇用による労働者供給事業禁止規定の違反、多重派遣、偽装請負などの違法派遣は、職業安定法44条と労働基準法第6条の違反のため法律上は同類型となる。

## 被害者の対応策

### 告発状・告訴状の送付先
事前面接がおこなわれた場合は速やかに刑事告訴または刑事告発することが肝要である。刑事告訴・告発では連絡先を記入した書面と告訴状（告発状）を検察、警察に内容証明郵便または書留で送付することが慣例となっているが、本人の告訴・告発の意思確認のために後日、検察庁に訪問する必要がある。
2重雇用関係による労働者供給事業、それに伴って推認される中間搾取（労働基準法第6条違反）についての告訴状（告発状）の送付先には
1. 検察直告班または検察官
2. 労働基準監督署または労働基準監督官

がある。
職業安定法第44条についての告訴状（告発状）の送付先には
1. 検察直告班または検察官
2. 警察または司法警察員

があるが、職安法による労働者からの告訴は検察官直受（直告班）のみが報道されている。警察での告訴受理は親告罪が多数を占める傾向にあるので、職安法違反等の知能犯事件は警察とは親和性が低く、十分な証拠が揃っていたとしても職安法等の事業法での告訴・告発が警察で受理される可能性は極めて低い。しかし証拠が不十分な場合では捜査能力が限定される検察よりも、一時捜査責任をもつ警察が望ましいが、証拠不備のために不受理になるものと想定できる。
職業安定法違反事件は知能犯を主に取り扱う検察の捜査になじむ事案であるので、十分な証拠がそろっており一時捜査が不要と思料される場合は検察に対して行うのが賢明である。なお、職業安定法は国と事業者との間の法律であるため、労働者は第三者にとどまり、刑事告訴ではなく刑事告発とすべきとの法解釈も存在するため、告訴・告発を行う際にはあらかじめ、告訴または告発とすべきかを検察に対して確認をとるべきである。
検察への直接告訴・告発を端緒にした事件の割合が警察に対して圧倒的に高いことは統計上でも裏付けられている。検察統計年報によると、平成19年の既済事件数（交通事件を除外）438,346件のうち、告訴・告発を端緒とした事件は11,187件となり、全体の2.4%であるが、そのうち4,728件が検察官による告訴・告発の直受け事件である。この中から公務員からの告発を除くと9,402件が一般からの告訴・告発で、さらに起訴件数は2,446件、不起訴件数は6,936件で起訴率は26.1%である。比較的相談のしやすい警察署での告訴・告発件数が検察と同程度であるこは考えにくい。その理由として告訴・告発の受理による担当刑事への1次捜査責任と送検のための事務処理による過度な負担を防ぐために、警察が受理をしぶり告訴・告発が検察に集中しているとの指摘が法曹界では以前よりある。
労働基準監督署については職業安定法を管轄しておらず、告訴を受理することはできない。管轄は都道府県労働局となるが、司法・捜査権を持たないため、所轄の検察・警察の捜査協力に応じて対応することとなる。
刑事告訴・告発に先行して都道府県労働局、公共職業安定所に対して指導・監督の申し立て書を郵送で送付することができる。仮に労働局などから指導票が発行された場合は、その事実をもって刑事告訴・告発の重要証拠とすることができる。指導票が発行されたということは、労働局は刑事告発ができるだけの証拠があるということであり、業者側で改善しない場合は、告発に踏み切るか、行政処分を行うことを意味している。従って指導票や是正勧告書がでるように申し立てすることを、告訴・告発のための事前準備として捉えることもできる。

### 疎明資料・証拠
告訴状に添える資料の例として、
1. 事前面接日時の決定連絡や面談についての連絡の音声記録またはメール
2. 事前面接時のスキルシートの写し（必須ではない）
3. 事前面接の音声記録（ICレコーダー、テープ録音機等）
4. 契約書
5. 関係者一覧表
6. マージン率の通知書（中間搾取の参考資料だが必須ではない）
7. 関連する行政指導履歴（労働関係所局に照会）

資料は誤字をなくし整理をして捜査官の理解を得やすいような工夫をする。最初の段階から拒否できないレベルの告訴状を作成することが肝要である。
労働局による行政指導は、是正が認められないときに警察に刑事告発の要請を行うことを前提としているため、行政指導の履歴は決定的な疎明資料・証拠となる。

## 罰則

### 職業安定法第44条の労働者供給事業の禁止規定違反
罰則の適用には被害者による刑事告訴・告発か関係諸局・内部関係者による刑事告発が必要となる。犯罪構成要件となる強制労働、中間搾取の立証も必要となるが、事前面接などの違法派遣では中間搾取が必然的に認められるため、労働基準法第6条違反の告訴・告発を同時または先行して行った大日本印刷子会社にたいする多重偽装請負事件（刑事）などの事例がある。
- 職業安定法第5章第64条、1年以下の懲役または100万円以下の罰金

処罰は派遣元、派遣先の両者（被告訴人）に科される。会社の代表者、人事責任者、採用担当者などが罰則の対象となる。
告訴取り下げに金銭的補償を伴う裁判外の私法上の和解も可能である。告訴人から金銭を要求することは恐喝とみなされる危険性があるので、被告訴人から働きかけがない限り金銭による和解は現実的ではない。

### 労働基準法第1章第6条違反（中間搾取の禁止）
中間搾取とは法的にはピンはねをさす。従って事前面接による違法派遣（2重の雇用関係）、または指揮命令による偽装請負は、派遣元による中間搾取となり、派遣先はその行為を幇助したことになる。尚、2重派遣や2重偽装請負であれば、2重の中間搾取に該当する。
罰則の適用には労働者による刑事告訴か関係諸局・内部関係者による刑事告発が必要となる。
- 労働基準法第13章第118条、1年以下の懲役又は50万円以下の罰金

#### 両罰規定（労働基準法第121条）
労働基準法第1章第6条違反については両罰規定が設けられている。労働基準法第121条には
この法律の違反行為をした者が、当該事業の労働者に関する事項について、事業主のために行為した代理人、使用人その他の従業者である場合においては、事業主に対しても各本条の罰金刑を科する。
とあり、事業主（中間搾取行為をした事業者の経営担当者、労働者に関する事項について事業主の為に行為をするすべての者）と事業主の代理人についても処罰が科される。被害を受けた労働者は派遣先および派遣元の会社、従業員などに対して刑事告訴を行える。